# Burnot (Rivière)
Burnot est un hameau du village de Rivière, dans la province de Namur, en Belgique. Situé à l'embouchure de la rivière homonyme (le ‘Burnot’) il fait aujourd’hui partie, avec Rivière, de la commune de Profondeville (Région wallonne de Belgique).
La route nationale 928 qui descend vers la Meuse le long de la rivière ‘Burnot’ aboutit à la RN 92 à Burnot.  Sur le trajet local elle s’appelle ‘route de Floreffe’.

## Patrimoine
- L’écluse de Rivière (sur la Meuse) se trouve en fait à la hauteur de Burnot.
- Le collège de Godinne-Burnot, dirigé jusqu’en 1988  par des pères du Sacré-Cœur (et appelé alors ‘collège du Sacré-Cœur’),  se trouve en bordure de la rivière Burnot (route de Floreffe, n°26).
- Le restaurant 'L'Eau Vive', hautement coté dans les guides gastronomiques, se trouve en bordure de la même rivière (route de Floreffe, n°37).